# Rotaract
Rotaract, de jongerenafdeling van Rotary International, werd gesticht in 1968.  Het is onderdeel van een wereldwijde vereniging van serviceclubs. Rotaract is onderverdeeld in dezelfde districten als Rotary zelf. Nederland telt zeven districten, België en Luxemburg zijn ingedeeld in vier districten.
De club staat open voor alle jongeren, jongens en meisjes, kinderen van Rotarians of niet. De club is bedoeld voor jong volwassenen, dus vanaf 18 jaar. De leeftijdsgrens van maximaal 30 jaar werd in 2019 afgeschaft. De naam Rotaract is afgeleid van ROTARy in ACTion.
De meeste Rotaractactiviteiten gebeuren op clubniveau. De leden komen meestal eens per twee weken samen op een informele manier. Daar bespreken ze dan de agenda en plannen komende activiteiten, zoals uitstapjes, goede doelen en galabals. Het grootste deel van de opbrengsten van Rotaractactiviteiten gaan naar sociale doelen. Het doel van Rotaract is om jongeren voor te bereiden op hun latere professionele activiteiten in een kader van vriendschap en dienstbetoon naar de maatschappij.

## Doelstellingen
1. Bij leden professionele en leiderschapskwaliteiten ontwikkelen;
2. Het benadrukken van respect voor andermans rechten, gebaseerd op de erkenning van de waarde van elk individu;
3. Het erkennen van de waardigheid en de waarde van alle nuttige beroepen/bezigheden als kans om te dienen;
4. Het erkennen, uitoefenen, en bevorderen van waarden als leiderschapskwaliteiten en beroepsverantwoordelijkheden;
5. Ontwikkelen van kennis en begrip van noden, problemen, en kansen in de samenleving en wereldwijd;
6. Creëren van kansen voor persoonlijke en groepsactiviteiten om de samenleving te dienen en internationale verstandhouding en 'goodwill' ten opzichte van alle mensen te bevorderen.

## Relatie met Rotary
Een Rotaractclub kon vroeger enkel worden opgericht indien er één of meerdere Rotaryclubs daartoe besluiten.  De Rotaryclub(s) worden in deze context dan ook sponsorclubs genoemd. Sponsoren betekent niet alleen dat de Rotaryclub een financiële bijdrage levert aan de Rotaract club, maar ook actief is in het begeleiden van de oprichting, begeleiden van het proces en ondersteunen bij het verder professionaliseren van de club.
Sinds 2019 kan een club worden opgestart worden zonder tussenkomst van een Rotaryclub.
Rotaract wordt ook wel de 'kweekvijver' genoemd voor Rotary. Veel Rotaracters worden, na hun loopbaan bij Rotaract, uitgenodigd voor een lidmaatschap van een Rotaryclub.

## Rotaract in Nederland

### Contactorgaan Rotaract Nederland
In Nederland zijn de zeven districten vertegenwoordigd in het Contactorgaan Rotaract Nederland (CRN), een zogeheten MDIO (Multi District Information Organisation). Het CRN heeft o.a. tot doel het bevorderen van de contacten, een efficiëntere samenwerking en informatievoorziening tussen de Nederlandse districten, de clubs en de individuele leden. Dit doen zij onder andere door 2 maal per jaar een Algemene Afgevaardigden Vergadering (AAV) te organiseren. Daarnaast draagt het CRN onder meer zorg voor het jaarlijkse ledenboek, R Magazine (het periodieke magazine van Rotaract Nederland, voorheen de Ractueel), de organisatie van de jaarlijkse assembly en het onderhoud van de landelijke website. Tevens is er een commissariaat internationale zaken dat ondergebracht is bij een van de leden van het CRN.

### R Magazine
R Magazine was het landelijke blad van Rotaract Nederland. Dit blad wordt dóór en vóór de leden geschreven. De inhoud is heel divers, zoals projectverslagen van de verschillende clubs, belangrijke zaken van het CRN, nationale en internationale zaken, de landelijke roddelrubriek, interviews en veel meer. In 2015 is de laatste editie verschenen

## Rotaract in Europa
Op Europees niveau wordt Rotaract vertegenwoordigd door E.R.I.C. (European Rotaract Information Centre). Dit overkoepelende bestuur wordt aangestuurd door de vertegenwoordigers van ieder land. Het doel is om informatie uit te wisselen en Rotaracters vanuit heel Europa bij elkaar te brengen. Nederland en België hebben een grote rol gespeeld bij de oprichting en hervorming van dit orgaan.
Jaarlijks vindt een Europese conferentie plaats, genaamd EUCO. De EUCO is toegankelijk voor alle leden van Rotaract, ook van buiten Europa. Het aantal plaatsen is over het algemeen beperkt (maximaal 1.000). De laatste EUCO (2022) was in Riga, Letland.